# (32424) Caryjames
(32424) Caryjames est un astéroïde de la ceinture principale.

## Description
(32424) Caryjames est un astéroïde de la ceinture principale. Il fut découvert le 2 septembre 2000 à Socorro par le projet LINEAR. Il présente une orbite caractérisée par un demi-grand axe de 2,49 UA, une excentricité de 0,10 et une inclinaison de 5,9° par rapport à l'écliptique.

## Compléments